# 證明我的愛
〈證明我的愛〉（英語：Justify My Love）是美國女歌手瑪丹娜在1990年11月發行的歌曲，出自她的首張精選專輯《無暇精選輯》（The Immaculate Collection）。〈證明我的愛〉亦是瑪丹娜在美國告示牌單曲榜所締造的第9首冠軍單曲。

## 資料

### 歌曲簡介
〈證明我的愛〉是瑪丹娜1990年11月首張精選輯《無暇精選輯》中的兩首新歌之一，由美國男歌手藍尼·克羅維茲（Lenny Kravitz）與瑪丹娜共同創作。兩人是根據詩人歌手Ingrid Chavez所寫的一首詩作改編並譜曲而成，並於編曲中取樣全民公敵組合（Public Enemy）的〈Security Of The First World〉作為主體。瑪丹娜在〈證明我的愛〉中隨著音樂節奏唸出歌詞，這也是她第一次嘗試以類似RAP的方式來詮釋整首歌曲，而在她聲音後面襯底的，則是使用大量的呻吟喘息聲。

### 音樂錄影帶
瑪丹娜在〈證明我的愛〉的音樂影片中，找來她當時的緋聞男友知名模特兒湯尼·渥德（Tony Ward）跨刀演出，而這部影片的導演則是瑪丹娜的老搭擋，法國時裝攝影師Jean-Baptiste Molndino。影片中的場景在巴黎的Royal Monceau飯店，導演採黑白畫面手法拍攝，影片中充滿同性戀、雙性戀、窺淫癖、易裝慾以及多P等限制級的畫面，雖然導演已經使用夢幻的隱喻手法來處理，但影片中呈現的大量情色畫面仍無法在一般媒體上公開播放。因此美國MTV音樂台首度公開聲明禁播瑪丹娜這支音樂影片，MTV台高層主管也僅簡單表示「這支錄影帶不適合我們。」
〈證明我的愛〉的音樂影片被MTV台禁播之後，瑪丹娜隨即將這支影片做成全球首創的《單曲錄影帶》方式來銷售，她知道人們會好奇這支影片的內容，以及想知道它為何會被禁。結果〈證明我的愛〉的《單曲錄影帶》光在美國一地銷售量迅速突破百萬卷，瑪丹娜自然也成了這次MTV禁播事件中實質利益上最大的贏家。

### 商業成績
瑪丹娜甫於1990年11月6日推出的單曲〈證明我的愛〉，挾帶著極具爭議話題的爆發力，11月17日首週進入單曲榜即穩坐第46名，後續更以銳不可檔的氣勢陸續拿下36 - 23 - 10 - 4 - 2 - 2 - 1等的名次，終於在1991年1月5日登上告示牌單曲榜的榜首位置同時還蟬連了兩週。〈證明我的愛〉的單曲銷售量迅速突破百萬張，成為瑪丹娜繼〈宛如祈禱者〉和〈風尚〉後第三張獲得白金認證的單曲。1991年告示牌年終單曲榜〈證明我的愛〉位於第21名。〈證明我的愛〉的《單曲錄影帶》經RIAA認證全美銷售已經超過400萬卷。
〈證明我的愛〉順利的成為瑪丹娜第9首美國冠軍單曲，它在英國單曲榜上的最高成績為第2名。

### 單曲收錄
〈證明我的愛〉收錄於瑪丹娜1990年發行的首張精選輯《無暇精選輯》（The Immaculate Collection），日後也收錄於2009年的《娜經典》（Celebration）精選輯中。